# Guillermo Vecchio
Guillermo Vecchio, né le 9 mars 1961, à Buenos Aires, en Argentine, est un entraîneur argentin de basket-ball. 

## Palmarès
- Vainqueur des Jeux panaméricains de 1995